# Horsfieldia pallidicaula
Horsfieldia pallidicaula là một loài thực vật có hoa trong họ Myristicaceae. Loài này được W.J.de Wilde mô tả khoa học đầu tiên năm 1985.